# 国道114号

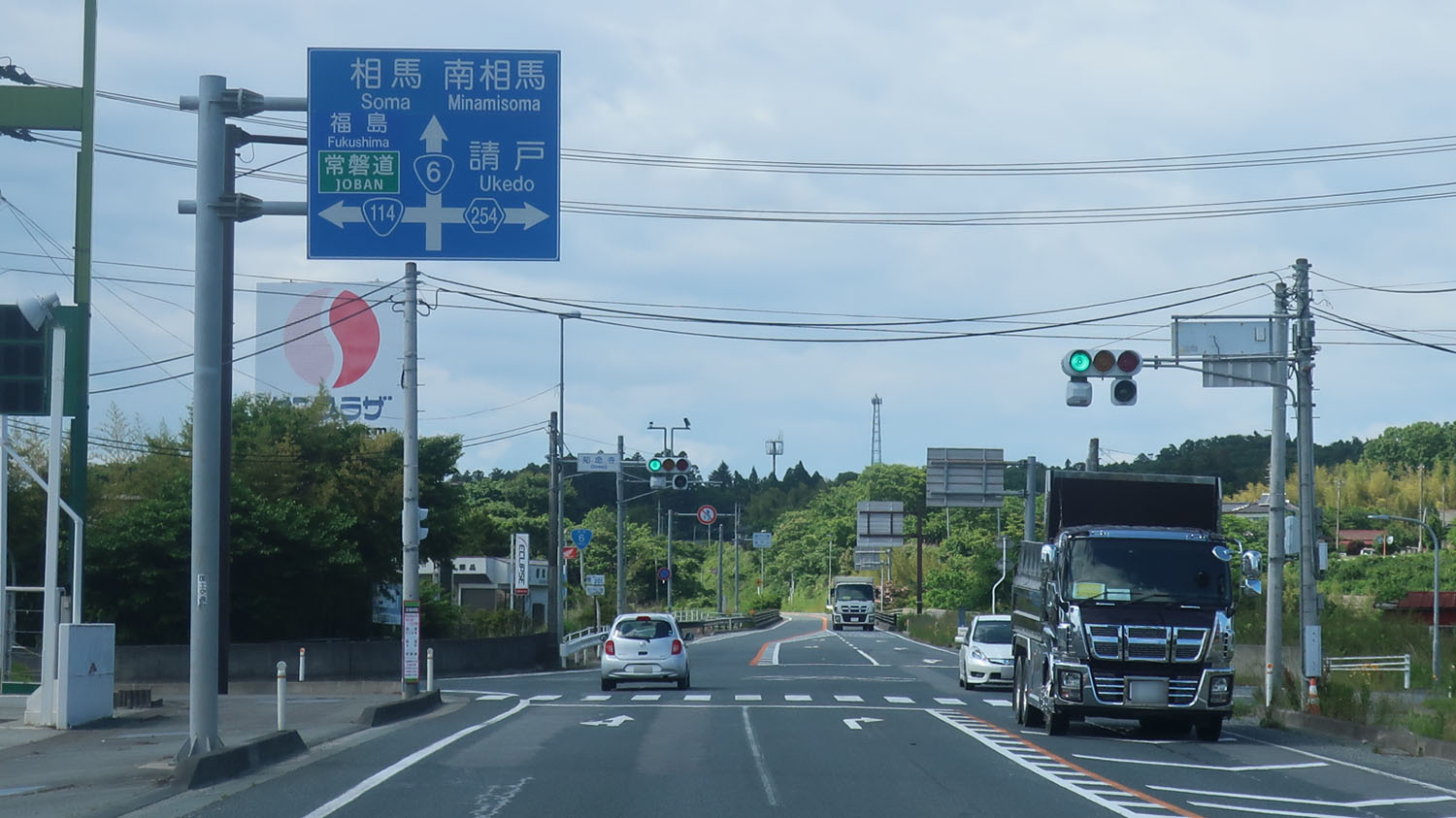
国道114号 終点
福島県双葉郡浪江町
知命寺交差点付近

国道114号（こくどう114ごう）は、福島県福島市から双葉郡浪江町に至る一般国道である。

## 概要

### 路線データ
一般国道の路線を指定する政令に基づく起終点および重要な経過地は次のとおり。
- 起点：福島市（仲間町交差点 = 国道4号交点）
- 終点：福島県双葉郡浪江町（知命寺交差点 = 国道6号交点、国道459号終点）
- 重要な経過地：福島県伊達郡川俣町
- 総延長 : 70.7 km[2][注釈 2]
- 重用延長 : なし[2][注釈 2]
- 未供用延長 : なし[2][注釈 2]
- 実延長 : 70.7 km[2][注釈 2]
  - 現道 : 69.1 km[2][注釈 2]
  - 旧道 : 1.6 km[2][注釈 2]
  - 新道 : なし[2][注釈 2]
- 指定区間：なし[3]

## 歴史

### 年表
- 1953年（昭和28年）5月18日 - 二級国道114号福島浪江線（福島市 - 福島県双葉郡浪江町）として指定施行[4]。
- 1965年（昭和40年）4月1日 - 道路法改正により一級・二級区分が廃止されて一般国道114号として指定施行[1]。当時の起点は福島市舟場町の舟場町交差点であり、現在の福島県道308号山口渡利線松齢橋と福島県道309号岡部渡利線の松齢橋南詰から終点側にあたる区間、福島市道岩下金払線が国道に指定されていた。
- 1973年（昭和48年）4月17日 - 国道4号福島南バイパスの国道指定に伴い、起点が福島市渡利弁天山交差点に変更される。
- 2004年（平成16年）1月15日 - 渡利バイパス全線開通に伴い、起点が福島市仲間町交差点に変更される。
- 2011年（平成23年）3月11日から東北地方太平洋沖地震（東日本大震災）に伴い、通行規制が実施される。

- 2017年（平成29年）9月20日 - 東日本大震災から6年半ぶりに帰還困難区域内の通行止めを解除し、全線で一般車両の通行再開。

## 路線状況

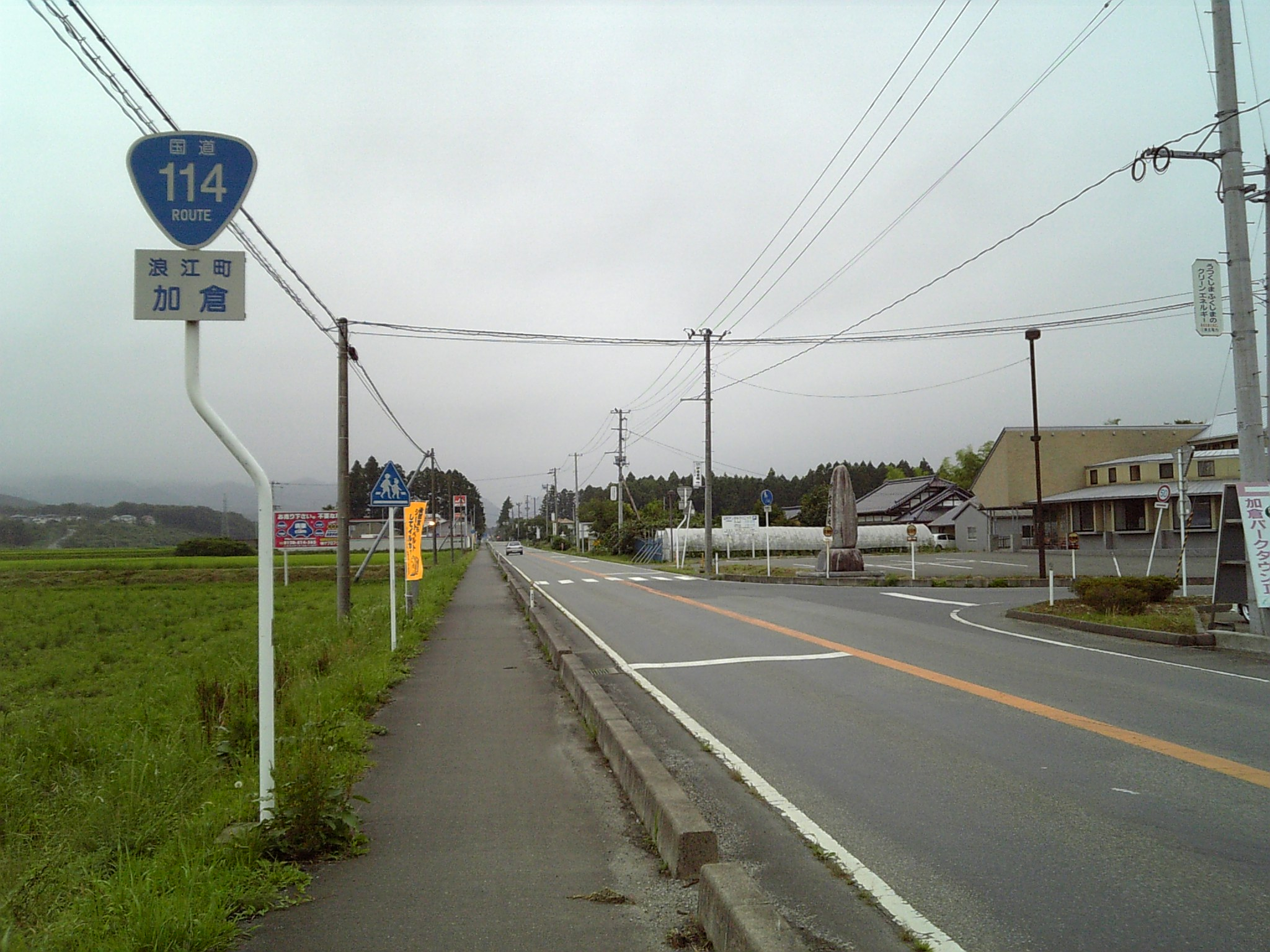
福島県双葉郡浪江町で

### 道路の通称名
- 川俣街道[5]・富岡街道

### バイパス
- 渡利バイパス
- 川俣バイパス
- 小綱木バイパス

### 重複区間
- 国道399号（双葉郡浪江町・谷津交差点 - 双葉郡浪江町・町前交差点）
- 国道459号（双葉郡浪江町・町前交差点 - 双葉郡浪江町・知命寺交差点終点）

### 道路施設

#### 橋梁

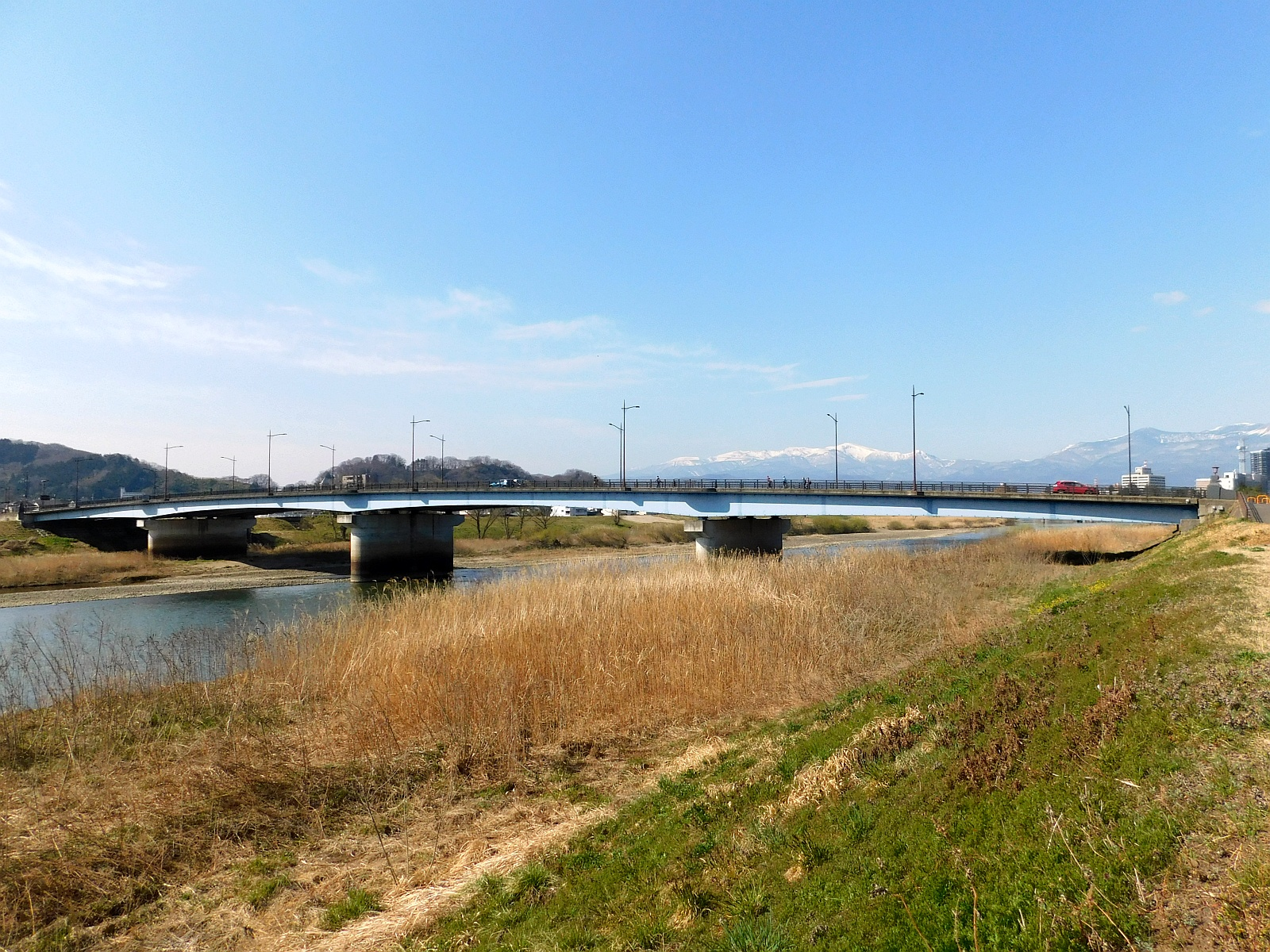
左岸下流側から見た渡利大橋

渡利大橋
岩谷橋
中山大橋
南川俣橋
五山橋
- 全長：35.5 m
- 幅員：9.0 m
- 竣工：1977年[6]

浪江町南津島字大宮から下津島字萱深に至り、二級水系請戸川を渡る。
塩浸橋
- 全長：15.645 m
- 幅員：7.5（10.0） m
- 形式：単純PCプレテンT桁橋
- 竣工：1987年度（昭和62年度）

浪江町赤宇木で二級水系請戸川水系赤宇木川を渡る。国道特殊改良一種事業である塩浸工区整備に併せ架け替えられた。総工費は7,000万円。
小倉沢橋
- 全長：16.5 m
- 幅員：6.0（8.0） m
- 形式：PC単純プレテン中空床版桁橋
- 竣工：2007年度（平成19年度）
- 施工：オリエンタル建設

浪江町赤宇木字椚平に位置し、二級水系請戸川水系小倉沢を渡る。1925年（大正14年）に架けられた旧橋梁（幅員5.0 m）の老朽化と幅員狭小の解消のために2006年度（平成18年度）より国道整備事業として建設された。総工費は8900万円。
新昼曽根橋
- 全長：69.000 m
  - 主径間：22.789 m
- 幅員：7.5（10.0） m
- 形式：4径間単純合成鋼H鈑桁橋
- 竣工：1987年度（昭和62年度）

核燃料税関連の県単独橋梁整備事業として建設された。二級水系請戸川の左岸に沿い、カーブする河川を渡るため、両端の2径間は片桟橋となっており、橋脚はラーメン構造が用いられ、特異な構造となった。総工費は1億6,400万円。
矢具野大橋
- 全長：68.0 m
  - 主径間：33.3 m
- 幅員：7.5（10.0） m
- 形式：2径間PCポステンT桁橋
- 竣工：1986年度（昭和61年度）

浪江町川房地内で二級水系請戸川を渡る。狭隘で悪線形の昼曽根地区の整備のため、核燃料税関連の道路改良事業である昼曽根工区の道路改良事業の一環として県単独橋梁整備事業により1985年度に着工された。総事業費は1億7,100万円。当橋梁の完成により、隣接する矢具野トンネルの着工が可能になった。
大柿橋
- 全長：107.0 m
- 幅員：9.3 m
- 竣工：1979年[6]

浪江町川房字大柿で二級水系請戸川を渡る。
第一沢中橋
- 全長：55.0 m
- 幅員：9.3 m
- 竣工：1978年[6]

南相馬市小高区川房で二級水系請戸川左岸（大柿ダム湖）の入江を渡る。
第二沢中橋
- 全長：101.2 m
- 幅員：9.3 m
- 竣工：1982年[6]

南相馬市小高区川房から浪江町室原に至り、二級水系請戸川左岸（大柿ダム湖）の入江を渡る。
堰守橋
- 全長：296.0 m
- 幅員：9.3 m
- 竣工：1981年[6]

浪江町室原字仲沢から川房に至り、二級水系請戸川を渡る。
第一弁慶橋
- 全長：84.0 m
- 幅員：10.0 m
- 竣工：2003年[6]

浪江町川房から室原字仲沢に至り、二級水系請戸川を渡る。
第二弁慶橋
- 全長：57.0 m
- 幅員：10.0 m
- 竣工：2004年[6]

浪江町室原字仲沢から川房に至り、二級水系請戸川を渡る。
賀老橋
- 全長：53.7 m
  - 主径間：26.0 m
- 幅員：7.5（10.0） m
- 形式：2径間単純非合成鈑桁橋
- 竣工：1986年度（昭和61年度）

浪江町室原地内で二級水系請戸川を渡る。国道特殊改良第1種事業により架替が行われた。総事業費は1億800万円。
不動橋
- 全長：80.0 m
- 幅員：8.5 m
- 竣工：1970年[6]

浪江町室原字滝平で二級水系請戸川左岸に形成された谷を渡る。
小倉橋
- 全長：33.0 m
- 幅員：11.0 m
- 竣工：1978年[6]

浪江町室原字西小萱で二級水系請戸川左岸側の支流の沢を渡る。
室原橋
- 全長：105.0 m
  - 主径間：40.0 m
- 幅員：7.0（12.0） m
- 形式：3径間連続非合成鋼鈑桁橋
- 竣工：1985年（昭和60年）

浪江町室原で二級河川請戸川を渡る。1933年（昭和8年）にかけられた旧橋梁の老朽化が激しく、幅員が狭隘で悪線形であったため、国道橋梁整備事業として1981年度（昭和56年度）に着工され、1985年（昭和59年）11月6日に開通した。橋上は上下対向2車線で供用され、上下線両側に歩道が設置されている。親柱は請戸川を遡上する鮭がデザインされ、大堀相馬焼のタイルが使われている。総事業費は4億5,910万円。
宮下跨線橋
- 全長：26.0 m
- 幅員：7.0 m
- 竣工：1967年[6]

浪江町権現堂字南宮上から字佐屋前、字東住寺に至り、JR常磐線を渡る。

#### トンネル
渡利トンネル
（福島市）
絵馬平トンネル
（福島市）
川俣トンネル
（伊達郡川俣町）
関場トンネル
（伊達郡川俣町）
泡吹地トンネル
（伊達郡川俣町）
小綱木トンネル
（伊達郡川俣町）
昼曾根トンネル
- 全長：725.0 m
- 幅員：6.5（10.25） m
- 有効高：4.7 m
- 工法：NATM（ベンチカット工法）
- 施工：横山・東北・泉田建設共同企業体
- 竣工：1994年（平成6年）3月竣工

双葉郡浪江町昼曾根字昼曾根に位置する。請戸川と急峻な斜面に挟まれカーブが続き、異常気象時通行規制区間に指定されていた昼曾根地区の従来の国道の改良工事のために昼曾根工区として1989年度（平成元年度）より建設された。1990年（平成2年）3月に起工され、1992年（平成4年）11月2日に貫通、1994年（平成6年）4月1日に開通した。総工費は26億4,500万円。
矢具野トンネル
- 全長：189.0 m
- 幅員：6.0（9.75） m
- 有効高：4.7 m
- 工法：NATM（ベンチカット工法）
- 施工：庄司建設工業・横山建設共同企業体
- 竣工：1987年（昭和62年）11月

双葉郡浪江町川房字矢具野に位置する。隣接してすぐ南に矢具野大橋がかかる。矢具野集落を通過する従来の国道の改良工事のために、集落から請戸川を挟んで対岸の尾根を貫く当トンネルが1986年度（昭和61年度）より建設された。1986年（昭和61年）12月10日に起工され、1987年（昭和62年）5月19日に貫通、7月19日に開通した。総工費は4億2,500万円。
大柿トンネル
- 全長：470.0 m
- 幅員：6.0（9.0） m
- 有効高：4.7 m
- 工法：上部半断面先進工法
- 施工：フジタ工業
- 竣工：1981年（昭和56年）12月

双葉郡浪江町川房から南相馬市小高区川房にまたがる。大柿ダム水没区間付替えのため、農林水産省東北農政局による請戸川農業水利事業の一環として1979年度（昭和54年度）より事業化された。総工費は8億円。
沢中トンネル
- 全長：140.0 m
- 幅員：6.0（9.0） m
- 有効高：4.7 m
- 工法：側壁導坑先進工法
- 施工：相双建設共同企業体
- 竣工： 1982年（昭和57年）3月

南相馬市小高区川房から双葉郡浪江町川房にまたがる。1980年度に国道改良事業として事業化され、1980年（昭和55年）11月11日に起工、1981年（昭和56年）5月20日に貫通し、1982年（昭和57年）3月に開通した。総工費は3億9,100万円。
仙人沢トンネル
- 全長1024.44 m
- 幅員：6.0（9.0） m
- 有効高：4.7 m
- 工法：上部半断面先進工法
- 施工：青木建設
- 1981年（昭和56年）3月

双葉郡浪江町川房から同町室原にまたがる。大柿ダム水没区間付替えのため、農林水産省東北農政局による請戸川農業水利事業の一環として1977年度（昭和52年度）より事業化された。総工費は14億9,800万円。浪江町内における各トンネルの中で最長であるため、ラジオ放送の受信が可能となっている。

#### 道の駅
- 川俣（伊達郡川俣町）
- なみえ（双葉郡浪江町）

### 原子力災害に伴う交通規制
2011年（平成23年）3月11日に発生した東北地方太平洋沖地震（東日本大震災）の津波被害によって福島第一原子力発電所事故が発生。翌3月12日に一連の原子力緊急事態宣言のうちいわゆる「半径10 km以内の住民避難指示」を受け、浪江町昼曽根トンネルから浪江町知命寺(終点)までの区間への進入が制限される。この時点はまだ法的根拠がなく、あくまで地元自治体（福島県および浪江町）災害対策本部が設定した、暫定基準に基づく措置という立場であった。
翌月に入り、4月22日に福島第一原子力発電所事故に伴う、原子力災害対策特別措置法の原子力災害対策本部長権限に基づく警戒区域設定（いわゆる半径20 km圏）が午前0時をもって発動。これにより浪江町大字下津島字萱深、双葉警察署（浪江分庁舎管轄）津島駐在所付近から終点までの区間が正式に通行止めとなる。
2013年（平成25年）4月1日に避難区域の再編が行われ、浪江町室原から知命寺交差点までの区間は避難指示解除準備区域・居住制限区域（2017年（平成29年）4月1日に避難指示解除）とされたため通行止め解除。同時に浪江町津島（川俣町・浪江町境）から室原までの区間は帰還困難区域とされたため、引き続き通行止めとなる。
2014年（平成26年）12月6日に常磐自動車道・浪江ICが供用開始されたことに伴い、浪江ICから東側の区間を通行止め解除。
帰還困難区域であることから以下の特別通過交通制度が適用されている。
先行して四輪車のみ特別通過交通が適用された。これにより2017年（平成29年）9月20日午前6時をもって帰還困難区域内（27 km）の通行止めが解除され、全線で一般車両の通行が再開された。ただし、帰還困難区域内は自動車のみの通行に限られ、歩行者・自転車・二輪車の通行は禁止された。また、南相馬市内に向かう県道2路線（県道49号・県道34号）と葛尾村に向かう県道50号、浪江町内の帰還困難区域に向かう国道399号・県道35号を除き、許可車両以外は脇道に入ることはできない。
2023年（令和5年）3月31日午前10時から、自動二輪・原動機付自転車、軽車両（自転車）および歩行者も特別通過交通開始の対象となり、通行証の所持や確認が不要となった。ただし、当該道路の脇道や脇道から入った区域については通行証の所持・確認を必要とする。

## 地理
阿武隈高地を通過している。

### 通過する自治体
- 福島県
  - 福島市 - 伊達郡川俣町 - 双葉郡浪江町 - 南相馬市[注釈 3] - 双葉郡浪江町

### 交差する道路
- 国道4号（国道115号重用区間）（福島市・仲間町交差点）
- 国道349号（川俣町・小作交差点）
- 国道399号（浪江町・谷津交差点、町前交差点）
- E6 常磐自動車道（浪江IC）
- 国道6号（浪江町・知命寺交差点）